# À l'aube revenant
Albums de Francis Cabrel
L'Essentiel 1977-2017
Singles
1. Te ressembler
Sortie : août 2020
2. Le Peuple des Fontaines
Sortie : janvier 2021
3. A l'aube revenant
Sortie : mai 2021
4. Rockstars du moyen âge
Sortie : novembre 2021

À l'aube revenant est le 14e album studio de Francis Cabrel, sorti le 16 octobre 2020.

## Historique
Annoncé officiellement le 24 août 2020, le nouvel album de Cabrel voit la publication quelques jours plus tard du premier single promotionnel de l’album, Te ressembler, traitant de son père. L’album sort officiellement le 16 octobre 2020. Un second single promotionnel sort en janvier 2021, Le Peuple des Fontaines. 
Francis Cabrel annonce, dès mai 2018, avoir préparé une chanson sur les troubadours nommée « Rockstars du Moyen Âge » pour l’Estivada de 2018. Cette chanson s’avèrera être présente dans l’album de 2020.
Il annoncera plus tard que c’est sa rencontre avec Claude Sicre, artiste et spécialiste des Troubadours, qui le décida à faire un album sur ce thème. «Claude Sicre est très célèbre en France, relate-t-il à l’autre bout du fil. Un jour, il est venu enregistrer au studio, chez moi, et en guise de cadeau de remerciement, il m’a offert des livres sur la poésie des troubadours, une poésie que je ne connaissais pas. Il m’a dit : il faut que tu fasses un album complet sur les troubadours. Ces gens-là sont les rockstars du Moyen-Âge.» .

## Thèmes abordés
Te ressembler est le premier single extrait de cet album. Francis Cabrel rend hommage à son père qui a travaillé de longues années dans une usine de fabrication de biscuits.
La chanson Les Bougies fondues traite du fait que l’on peut trouver de la poésie dans n’importe quelle situation, en repensant à son moi du passé ou à la vie en banlieue, ou même en regardant une flaque d’eau, par exemple. Cabrel y explique qu’il s’est mis à écrire parce qu’il trouvait le monde autour trop vrai.
Jusqu’aux pôles aborde le thème du réchauffement climatique sous un angle humoristique : « Devant le peu qu’il reste de banquise / J’essaye l’humour, je tente l’esquive ».
Son album est aussi très marqué par le thème des troubadours, à propos desquels il souhaitait faire un projet complet, dont il n’est finalement resté que quatre chansons dans cet album : Fort Alamour, Rockstars du Moyen-Âge, À l’aube revenant et Ode à l’amour courtois.
Parlons-nous est une sorte de message adressé aux auditeurs, les encourageant à parler aux autres dans la rue, à ne pas s’ignorer, quitte à dire des choses vides de sens.
Chanson pour Jacques est une chanson dédiée à Jacques Dutronc, faite dans son style pour lui rendre hommage : « C’est ma chanson pour Jacques, / Celui qui se la coule dans son jardin de Corse, / Écrite à sa manière, / Sans me faire une ampoule, / Sans me faire une entorse. »
Difficile à croire traite, quant à elle, le thème de la raréfaction des libraires en ville à l’aide d’une histoire humoristique où les gens s’étonnent plus de la présence d’une librairie en ville que de la folle aventure que le personnage à vécu.

## Liste des titres
1. Les beaux moments sont trop courts
2. Te ressembler
3. Les Bougies fondues
4. Jusqu'aux pôles
5. Fort Alamour
6. Rockstars du Moyen Âge
7. Peuple des fontaines
8. Parlons-nous
9. À l'aube revenant
10. Chanson pour Jacques
11. J'écoutais Sweet Baby James
12. Difficile à croire
13. Ode à l'amour courtois

## Les musiciens
- Francis Cabrel : chant, guitares
- Freddy Koella : guitares, violon
- Gérard Bikialo : claviers
- Alexandre Léauthaud : accordéon
- Nicolas Fiszman : basse
- Laurent Vernerey : contrebasse
- Denis Benarosch : batteries, percussions
- Claude Egéa : trompette, bugle
- Aurélie Cabrel : chœurs
- Himiko Paganotti : chœurs
- Julia Sarr : chœurs
- Olyza Zamati : chœurs
- Bertrand Lajudie : arrangements cordes